# Timo Becker
Timo Becker (Herten, 25 maggio 1997) è un calciatore tedesco, difensore dell'Holstein Kiel.

## Caratteristiche tecniche
È un terzino destro, ma può giocare anche da difensore centrale e da esterno destro

## Carriera
Ha debuttato in Bundesliga il 29 novembre 2019 disputando con lo Schalke 04 l'incontro vinto 2-1 contro l'Union Berlino.